# Consejo Legislativo de la Ciudad de Sebastopol
El Consejo Legislativo de la Ciudad de Sebastopol (en ruso: Севастопольский городской совет; en ucraniano: Севастопольська міська рада; en tártaro de Crimea: Aqyar şeer şurası), es el órgano legislativo unicameral de la ciudad de Sebastopol.
Tras la anexión de Sebastopol a Rusia en marzo de 2014 se la denomina oficialmente Asamblea Legislativa de la ciudad de Sebastopol (en ruso: Законодательное собрание города Севастополя; en ucraniano: Законодавчі Збори Севастополя). Esto no es reconocido por Ucrania.
Posee 76 miembros.

## Historia reciente
El 11 de marzo de 2014 el Parlamento de Crimea y el Consejo de la Ciudad de Sebastopol expresaron su intención de auto-declararse independientes después de un referéndum que se celebraría el 16 de marzo, y que preveía la incorporación a Rusia como un sujeto federal. Ambos territorios eran dos divisiones subnacionales de Ucrania pero se unificaron para formar temporalmente la República de Crimea independiente de Ucrania. El referéndum realizado fue aprobado por 49 de los 50 miembros presentes en el Consejo.
Tras conocerse los resultados (donde la opción de unión con Rusia fue ampliamente mayoritaria), los concejales votaron el 17 de marzo a favor de la integración de la ciudad en la Federación de Rusia como ciudad federal, es decir, como una entidad aparte del resto de la península de Crimea, con el mismo estatus de las ciudades de Moscú y San Petersburgo.